# Брислет (тауншип, Миннесота)
Брислет (англ. Brislet) — тауншип в округе Полк, Миннесота, США. На 2000 год его население составило 52 человека.

## География
По данным Бюро переписи населения США площадь тауншипа составляет 69,9 км². Всю территорию занимает суша, водоёмов нет.

## Демография
По данным переписи населения 2000 года здесь находились 52 человека, 22 домохозяйства и 15 семей. Плотность населения — 0,7 чел./км². На территории тауншипа расположено 23 постройки со средней плотностью 0,3 построек на один квадратный километр. Расовый состав населения: 100 % белых.
Из 22 домохозяйств в 22,7 % воспитывались дети до 18 лет, в 72,7 % проживали супружеские пары и в 27,3 % домохозяйств проживали несемейные люди. 22,7 % домохозяйств состояли из одного человека, при том 4,5 % из — одиноких пожилых людей старше 65 лет. Средний размер домохозяйства — 2,36, а семьи — 2,81 человека.
23,1 % населения — младше 18 лет, 1,9 % — в возрасте от 18 до 24 лет, 30,8 % — от 25 до 44, 25,0 % — от 45 до 64, и 19,2 % — старше 65 лет. Средний возраст — 39 лет. На каждые 100 женщин приходилось 126,1 мужчин. На каждые 100 женщин старше 18 приходилось 122,2 мужчин.
Средний годовой доход домохозяйства составлял 39 375 долларов, а средний годовой доход семьи — 41 750 долларов. Средний доход мужчин — 36 875 долларов, в то время как у женщин — 23 125. Доход на душу населения составил 18 949 долларов. За чертой бедности не находились ни одна семья и ни один человек.